# 노르웨이 노벨 연구소

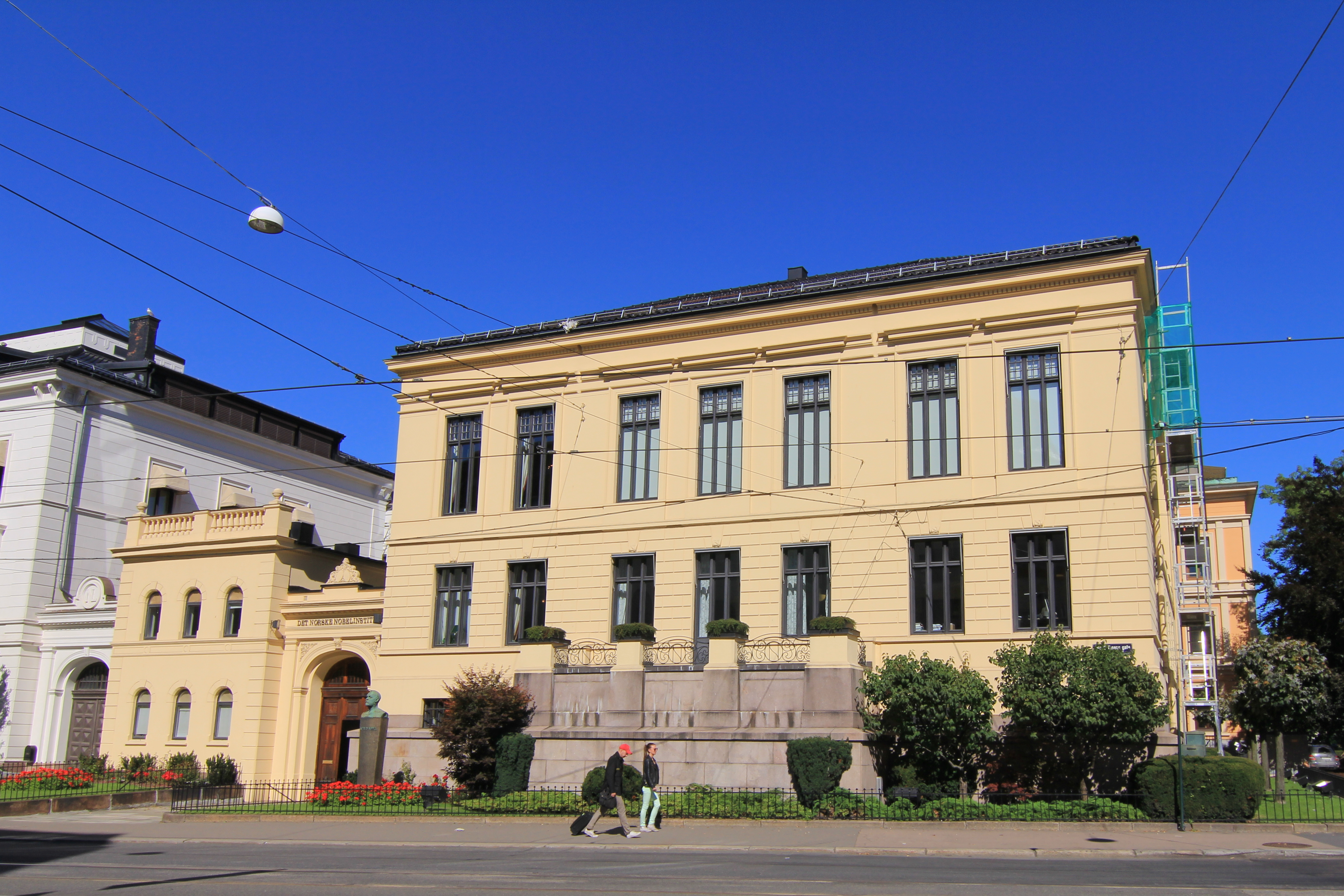

노르웨이 노벨 연구소(노르웨이어: Det Norske Nobelinstitutt)는 1904년 설립된 기관으로, 노르웨이 노벨 위원회를 돕는 기관이다.

## 같이 보기
- 노벨 평화 센터